# Parameci
Parameciul (Paramecium) reprezintă cel mai evoluat gen dintre protistele animaloide. Cuprinde mai multe specii: Paramecium caudatum, Paramecium aurelia, Paramecium tetraurelia. Sunt unicelulare, cu lungimea de aproximativ 0,25 mm sau 50 până la 350 µm.

## Morfologie și organizare
Corp alungit, la cap are un flagel. Parameciul este de forma unui “pantofior” , acoperit cu numeroși cili scurți și uniformi. Pe fața ventrală a corpului prezintă o depresiune oblică numită peristom, în capătul peristomului se află citostomul, care se continuă cu un citofaringe, la capătul acestuia desprinzându-se vacuole digestive. La interior conține organite celulare, două vacuole contractile (cu rol excretor și osmoreglator) și doi nuclei (un macronucleu cu rol metabolic și un micronucleu cu rol genetic).

## Respirația
Se face prin toată suprafața corpului.

## Nutriția
Paramecii au un mod de nutriție holozoic, pot fi considerate răpitoare. Cavitatea bucală este numită peristom, care se prelungește în interior cu un citostom și se termină cu un citofaringe. Hrana, pătrunzând în interior prin aceste structuri, este înglobată la capătul citofaringelui într-o vacuolă digestivă care este transportată prin întregul microorganism cu ajutorul curentului citoplasmatic, în interiorul acestor vacuole sub acțiunea unor enzime are loc digestia hranei, iar substanțele nutritive sunt transportate direct la organisme pentru realizarea celorlalte procese vitale.

## Excreția
Are loc cu ajutorul vacuolelor contractile, care funcționează ritmic. La început, vacuola crește în talie, până atinge un volum maxim, apoi ea se contractă rapid, eliminând lichidul conținut în mediul ambiant. Vacuola contractilă poate lipsi la unele forme marine sau parazite, însă prezența ei la formele dulcicole este obligatorie. Vacuola contractilă este înconjurată de un sistem de canalicule colectoare, aceste canale la rândul lor sunt înconjurare de o citoplasmă excretoare numită spongiom . 

## Reproducerea

Etapele conjugării la Paramecium caudatum

La parameci, reproducerea se realizează atât pe cale asexuată, cât și sexuată.
Asexuat prin diviziune transversală și în condiții nefavorabile ale mediului se pot divide sub un chist. Sexuat prin conjugare  . La Paramecium caudatum conjugarea are loc în felul următor: 2 indivizi se alipesc prin intermediul peristoamelor, creându-se între aceștia o punte citoplasmatică. Având în vedere faptul că sunt prezenți 2 nuclei în interiorul fiecăruia dintre conjugați, macronucleu și micronucleu, primul dintre nuclei nu participă la cunjugare și astfel macronucleul se resoarbe, iar micronucleul suferă două diviziuni succesive, care duc la formarea în total a 4 nuclei, la rândul lor 3 dintre nuclei se resorb, iar al 4-lea se mai divide odată, dând naștere la 2 nuclei haploizi. Unul din nuclei este staționar (considerat femel), iar celălalt este „migrator” (considerat mascul). Procesul descris are loc în ambii parameci. În faza următoare are loc schimbul de nuclei migranți prin intermediul punții citoplasmatice și fuzionarea lor cu nucleii staționari, rezultându-se „sincarionul” care are valoare de zigot diploid. Imediat după acesta, paramecii se separă devenind exconjugați. În fiecare exconjugat, sincarionul suferă trei diviziuni succesive și are loc formarea a 8 nuclei, 4 dintre aceștia evoluează în macronucleu, unul în micronucleu, iar 3 se resorb. În continuare parameciul se divide de două ori, rezultând din fiecare exconjugat câte 4 indivizi noi.

## Importanța
Prin modul de hrănire asigură purificarea apelor